# Pagan (chan)
Pagan (bułg. Паган) – chan bułgarski, panujący w latach 767-772. Nie jest jasne, z jakiego pochodził rodu. 
Według J. Andrejewa, I. Łazarowa i P. Pawłowa władał jedynie rok pomiędzy 767 i 768 a według G. Ostrogoskiego panował w 772 roku. Imię chana jest czasem odczytywane jako Tagan, Tagana lub Bagan. Panował w okresie upadku władzy centralnej w Bułgarii. Był kandydatem stronnictwa, które opowiadało się za podjęciem rozmów pokojowych z Bizancjum. Wkrótce po objęciu władzy udał się nawet osobiście do Konstantynopola, by podjąć rozmowy z cesarzem Konstantynem V Kopronimem. Cesarz zwodził go obietnicami. Ostatecznie pokój został zawarty, dla Konstantyna był on jednak jedynie środkiem do zdobycia czasu i przygotowania nowej wielkiej wyprawy na Bułgarię. Wkrótce po zawarciu pokoju wysłannicy cesarscy pochwycili i uwieźli ze sobą zawziętego wroga Bizancjum kniazia Siewierców Sławuna. Droga przez wąwóz Beregawa na Pliskę stanęła dla wojsk bizantyńskich otworem. Cesarz obawiał się jednak zasadzki w górach i ograniczył się jedynie do spalenia dworów chana w górach i zbrojnej demonstracji. Około 770 roku Konstantyn przedsięwziął kolejną wyprawę przeciwko Bułgarii. Flota złożona z 2600 łodzi wyruszyła z Konstantynopola z około 30 000 konnych żołnierzy, niezależnie od tego cesarz wyruszył z drugą armią drogą lądową. Tym razem burza morska, która rozbiła flotę, pokrzyżowała plany cesarza.
Nieudolność Pagana sprowokowała do buntu niezadowolonych bojarów, którzy obalili go i obrali chanem przywódcę stronnictwa wojennego Teleriga. Po wybuchu buntu, chan uciekł z Pliski do Warny, gdzie został zamordowany przez własne sługi.